# Pseudascalenia abbasella
Pseudascalenia abbasella är en fjärilsart som beskrevs av Friedrich Kasy 1975. Pseudascalenia abbasella ingår i släktet Pseudascalenia och familjen fransmalar. Inga underarter finns listade i Catalogue of Life.